# Aleuroplatus graphicus
Aleuroplatus graphicus là một loài côn trùng cánh nửa trong họ Aleyrodidae, phân họ Aleyrodinae.
Aleuroplatus graphicus được Bondar miêu tả khoa học đầu tiên năm 1923.